# Holly Robinson
Holly Robinson è un personaggio immaginario che compare nei fumetti pubblicati da DC Comics, comunemente in associazione con Batman. Il personaggio comparve per la prima volta in Batman n 404 durante la storia Batman: Anno uno di Frank Miller.
Holly è una frequente alleata e spalla di Catwoman, e fu addestrata sia da lei che da Wildcat, e divenne temporaneamente la nuova Catwoman dopo la nascita della figlia di Selina.
Nel 2004 il fumetto Catwoman vinse il premio GLAAD Media Awards per la sua rappresentazione positiva di Holly come un personaggio apertamente gay.

## Biografia del personaggio e storia di pubblicazione

### Anno Uno
Holly comparve per la prima volta in Batman: Anno Uno di Frank Miller come una giovane prostituta che viveva con Selina Kyle. Holly giocò un ruolo piccolo ma significativo nella storia quando incontrò Bruce Wayne sotto mentite spoglie durante uno dei suoi primi combattimenti, e lo pugnalò alla gamba. Ferito da questo attacco e dalla seguente battaglia, Wayne fuggì a casa sua, meditando sul fatto che i criminali non erano spaventati da lui. Questo incontro fu un impeto per la creazione della persona di Batman. Come tale, Holly giocò un ruolo indiretto nelle origini del Cavaliere Oscuro.
Holly comparve anche nella miniserie Catwoman del 1989 di Mindy Newell e J.J. Birch (raccolto in un unico volume come Catwoman: Her Sister's Keeper), che rinarra le origini di Catwoman basati sul lavoro di Miller su Batman: Anno Uno. In questa storia, Catwoman lasciò Holly in un convento dove la sorella di Selina, Maggie, è una suora.

### Morte e ritorno
Nel 1988 Holly ricomparve in "The Tin Roof Club", tratto dal n. 611 al n. 614 di Action Comics Weekly. In questa storia, è sposata con un uomo d'affari di successo che in realtà è un mafioso. Questo nuovo marito fa uccidere Holly nel tentativo di recuperare un gioiello di valore che Catwoman rubò da una delle sue casseforti. Incapace di collegare la morte di Holly a suo marito al fine di farlo arrestare per il crimine, Catwoman uccise due guardie della sicurezza corrotte al suo servizio e incastrò suo marito per le loro uccisioni.
La morte di Holly fu annullata anni dopo, quando lo scrittore Ed Brubaker ignorò questa storia al fine di incorporare Holly nel cast della serie Catwoman del 2002. Brubaker ammise in un'intervista che non era a conoscenza della morte di Holly finché non reintrodusse il personaggio. Si riferì a questo numero in Catwoman Secret Files and Origins n. 1 con una storia di due pagine intitolata "Why Holly Isn't Dead", in cui il quarto muro è infranto mentre Holly contempla la sua resurrezione. Fu implicito che la storia presente in Action Comics Weekly fu cancellata dalla continuità come risultato dell'Ora Zero.
Come stabilito da Brubaker, Holly scappò da casa quand'era bambina, finendo a vivere per strada. Lei e Selina si incontrarono quando Selina la salvò da un poliziotto che stava cercando di ricattarla. Tuttavia, quando Selina divenne Catwoman, lasciò Holly indietro, così Holly si unì alla sorella di Selina, Maggie, al suo convento, anche se non si sentì veramente parte di quel mondo e pochi anni dopo lasciò il convento con Maggie. Dopo che lei e Maggie si persero di vista, Holly divenne una tossica e ritornò per le strade. In questa revisione della storia di Holly, gli eventi di "The Tin Roof Club" non avvennero mai.

### Catwoman, la serie (vol. 3)
Holly ricomparve in Catwoman vol. 3 n. 1. Dopo una serie di brutali omicidi di ragazze, Holly ritornò all'appartamento che lei e Selina condividevano in "Anno Uno", e scoprì che Selina era ritornata e si riunì felicemente con la sua amica.
Holly si diede una ripulita e divenne una specie di spalla per Catwoman. Finse di essere parte delle ragazze che lavoravano in strada quando in realtà lavorava come orecchie e occhi di Selina, indagando su quanto stava accadendo per le strade dell'East End. Mentre lavorava, Holly si trovò nei guai per il fatto che vedeva ancora il mondo con la mentalità di una drogata, anche se decise di smettere mesi prima di riunirsi a Selina, e si scoprì anche che era una lesbica.
Nella storia "Rentless", Maschera Nera cercò di distruggere la vita di Catwoman con l'aiuto di Sylvia, un'amica di infanzia di Selina che aveva degli asti contro di lei. Holly si riunì anche con la sua amica Maggie Kyle, ma Maggie fu rapita e torturata da Maschera Nera. Anche Holly fu rapita e picchiata, ma infine Holly uccise Sylvia per salvare la vita di Selina. Holly rimase fortemente traumatizzata da questi eventi e decise di isolarsi per qualche tempo, rubò un po' degli antidolorifici di Maggie, ma non prese nessuna droga ed era sulla via della guarigione quando si ritrovò con Selina.
Selina decise che Holly aveva bisogno di un po' di tempo lontana da Gotham per guarire completamente dopo gli eventi di "Rentless", così le due si imbarcarono in un viaggio in macchina in Catwoman dal n. 20 al n. 24 (raccolto come Catwoman: Wild Ride). Selina fece in modo che Holly venisse addestrata da Ted Grant (Wildcat). Viaggiarono quindi di città in città prima di finire a St. Roch (la città di Hawkman), dove si scoprì che Selina e Slam Bradley localizzarono suo fratello Davey. Lo trovarono che lavorava in un bar e che era scappato per viaggiare per il mondo.
Più avanti nella serie, Holly divenne una specie di madre per un gruppo di ragazzini di strada noti come la Alleytown Gang, che agivano come informatori per Catwoman.

### La nuova Catwoman
Dopo gli eventi di Crisi infinita, la DC Comics fece un salto avanti nel tempo. Nella storia Un anno dopo, Holly Robinson divenne la nuova Catwoman su richiesta di Selina Kyle, che decise di ritirarsi dal suo ex ruolo dopo essere rimasta incinta.
In Catwoman n. 53, Holly Robinson fece la sua prima comparsa come Catwoman; alla fine del numero cadde in una trappola di Angle Man. Anche se Holly riuscì a fuggire, fu catturata su video mentre pestava violentemente il suo aggressore, e riluttante a chiedere l'aiuto di Selina si rivolse invece a Ted Grant.
Holly fu arrestata e si assunse la colpa per l'omicidio di Maschera Nera (in realtà fu Selina a ucciderlo). Fu salvata dal carcere da Selina e si prese un periodo di pausa dal ruolo di Catwoman. Mentre Selina cancellava il nome di Holly dal database della polizia, Holly riprese il costume di Catwoman per fermare una nuova criminale chiamata Blitzkrieg dal giustiziare una giovane ragazza in un video in diretta on line. Holly riuscì a salvare la ragazza, ma non prima di venire smascherata in diretta.
Dopo il salvataggio, Holly incappò nel detective Lenahan, un poliziotto di Gotham che si fissò nella cattura di Catwoman. I due dovettero battersi contro Hammer e Sickle, che volevano uccidere Selina, ed erano perfettamente disposti a uccidere Holly nel frattempo. Lenahan rimase ucciso dai super criminali russi, ma Selina giunse in tempo per salvare la sua amica. La polizia presunse che Holly e Catwoman fossero le responsabili per la morte di Lenahan dopo aver trovato le due donne vicino al suo cadavere decapitato in Catwoman n. 67.
Holly e Selina riuscirono a scappare dal GCPD e sconfissero Hammer e Sickle. Tuttavia, Holly era ricercata per l'assassinio di Lenahan e la sua identità come Catwoman fu resa di pubblico dominio. Uscì dalla serie nel n. 69 e cominciò la sua vita come fuggitiva.

### Countdown
Holly comparve in Countdown n. 47; salvò un senza tetto anziano, togliendolo in tempo dai detriti cadenti di un palazzo distrutto. Lei stessa una senza tetto e in fuga per l'omicidio di Maschera Nera, le venne offerto un posto dove stare da una donna misteriosa che indossava una stola, o un chitone, che si faceva chiamare Athena. Holly accettò l'offerta per restare al rifugio Athenian Women's Shelter, che dava asilo alle donne che subirono un abuso. Una delle residenti era la riformata Harley Quinn.
Dopo qualche tempo passato al rifugio, divenne apparente che Athena, direttrice del rifugio, era di fatto la malvagia Nonnina Bontà che addestrava queste donne - Holly e Harley tra di loro - perché diventassero le nuove Furie Femminili. Dopo che furono portate su un'isola per l'addestramento, Holly e Harley incontrarono la regina delle Amazzoni, Ippolita e Mary Marvel. Il gruppo riuscì a scoprire l'inganno di Nonnina, e Holly, Harley e Mary la seguirono mentre cercava di fuggire su Apokolips. Con l'aiuto di Mary, il gruppo riuscì a liberare gli dei greci, e a Holly furono conferiti i poteri di Diana (dea della caccia) come ricompensa, e mostrò abilità nel tiro con l'arco e letali potenziamenti fisici felini, che perse però una volta tornata sulla Terra. Dopo aver assistito al "Grande Disastro" di Terra-51, ritornò a Gotham City insieme a Jason Todd e a Harley, con cui se ne andò alla fine della serie.
Nel primo numero della serie Gotham City Sirens, si menzionò che Holly non viveva più con Harley Quinn, e che decise di cominciare una nuova vita da qualche altra parte con i soldi che ricevette dopo aver aiutato Selina a rubare la fortuna di Tommy Elliot.

## Risorse e abilità
Holly non possiede abilità metaumane. Le fu insegnata la furtività, l'atletica, accendere una macchina unendo i fili, come scassinare, il furto, l'acrobazia e le arti marziali da Selina. Ted Grant le insegnò una forma di kick-boxing adatta all'uso da strada, così come la boxe inglese. Passò poi del tempo al campo d'addestramento delle Furie Femminili, dove imparò a usare le armi da fuoco, i coltelli, e la frusta. Come descritto in Countdown a Crisi Finale n. 10, Holly ottenne una porzione dell'intelligenza e delle abilità di Diana, dea della caccia. Mentre era in possesso di questi poteri, fu un'eccellente cecchina, e acquisì l'abilità di rintracciare le persone dal loro odore. Perse questi poteri quando ritornò sulla Terra.

## In altri media

### Film
- Holly Robinson comparve nel film animato del 2011 Batman: Anno Uno, doppiata da Liliana Mumy. Sotto travestimento, Bruce Wayne la incontrò mentre faceva la prostituta nell'East End dove attirò Bruce in un combattimento con il suo protettore, Stan.
- Holly Robinson comparve nel film animato DC Showcase: Catwoman, nuovamente doppiata da Liliana Mumy. Qui, fu rapita da uno schiavista umano mentre cercava di fuggire da Gotham. Fu poi rintracciata e salvata da Selina nel corso del film.
- In Il cavaliere oscuro - Il ritorno, il personaggio interpretato da Juno Temple, Jen, recita un ruolo molto simile a quello di Holly Robinson.

### Videogiochi
- In un'intervista su audiocassetta in Batman: Arkham City, Hugo Strange minaccia di mettere Holly ad Arkham City se Catwoman insiste nel rubare le sue cose, costringendo Catwoman a minacciarlo di ucciderlo se si fosse azzardato a fare una cosa simile. Strange viene costretto diverse volte a minacciare la vita di Holly nelle audiocassette quando Selina agisce con aria di sfida, anche se nella cassetta finale, Hugo dice a Catwoman che Holly è salva, e che non ha alcun interesse verso di lei a meno che Catwoman stessa non entri a Arkham City al suo posto. Mentre Holly non effettua nessuna comparsa fisica o vocale nel gioco, il suo destino rimane ignoto, anche se si presume che rimanga fuori da Arkham City.